# عدو البشر
عدو البشر، أو عدو المجتمع، أو العاشق النَّكِد (بالفرنسية: Le Misanthrope ou l'Atrabilaire amoureux)‏; 
تنطق بالفرنسية: [lə mizɑ̃tʁɔp u latʁabilɛːʁ amuʁø]
) هي مسرحية كتبها موليير في القرن السابع عشر من نوع كوميديا الأخلاق، وقد عرضت لأول مرة في الرابع من حزيران 1666 في مسرح القصر الملكي بباريس من قبل فرقة الملك.
تسخر المسرحية من نفاق المجتمع الأرستقراطي الفرنسي، وتناقش العيوب الأخلاقية التي يمتلكها البشر، من خلال شخصيات المسرحية الرئيسية مثل  ألسيست وسيليمن. وبالرغم من أن المسرحية  لم تحقق نجاحا تجاريا حين عرضها، إلا أنها مسجلة إلى اليوم في قائمة أفضل أعمال موليير.

## ملخص المسرحية
يرهق ألسيست أصدقاءه بسبب صراحته المطلقة وإطلاق آرائه بدون الاهتمام لقواعد الأدب والمجاملة والعادات المجتمعية في المجتمع الأرستقراطي الفرنسي في القرن السابع عشر، رفضه أن يتحول إلى رجل لطيف يجعله شخصا لا يحظى بشعبية في مجتمعه ويدعوه للتفكير بالعزلة وإعلان عدائه للبشر في مجتمعه بسبب نفاقهم.
وبالرغم من قناعاته إلا أنه وقع بحب الفتاة الطائشة واللعوب سيليمن، والتي تحب الحياة المرحة والمغازلة والنميمة، ومع كل ذلك ظل ألسيست يحبها مع توبيخه الدائم لها على أخطائها، وهي كذلك أحبته وكانت دائمة الاتهام له بأنه غير صالح للعيش في المجتمع.
وبالرغم من طبعه الكئيب والنكد، إلا أنه كان جذابا لبعض الفتيات، ولاسيما أرسينوي المتصنعة للفضيلة والجميلة الخلق وإليانت النزيهة الوقورة والذكية، وبالرغم من اعتراف ألسيست بتفوقهما على سيليمن  وخاصة إليانت إلا أنه لا يملك إلا أن يحب سيليمن، كما أنه فخور جدا بصراحته وانتقاداته الحادة مهما كان الثمن.
بعد أن انتقد بشدة القصيدة الغزلية التي نظمها النبيل الماركيز أورونت، يدعى ألسيست للمحاكمة، يرفض ألسيست الاعتذار عن رأيه الحاد ويرى في استدعائه لهذا السبب شيئا مهينا ويقرر السفر بعيدا.
أرسينوي وفي محاولة منها لكسب قلب ألسيست، تطلعه على رسالة حب من سيليمن لحبيب غيره، عند لقائه بسيليمن لاستجوابها عن تلك الرسالة، ترى سيليمن بذلك إهانة لحبها وتقول له أنها أرسلت رسائل مختلفة لرجال آخرين بما فيهم أورونت، ولا يهمها رأيه فيها ما دام يشك بحبها له وتفضيلها له عن سواه، يتعهد ألسيست لها بأن يتناسى كل أخطائها ويتزوجها إن قبلت بالرحيل معه.
ترفض سيليمن الرحيل معه؛ حيث تعتقد أنها  لا زالت صغيرة لتترك الحياة الجميلة والمجتمع والمريدين، في نفس الوقت يخطب فيليانت الآنسة إليانت.
يقرر ألسيست الرحيل، وتنتهي المسرحية بمشهد لحاق إليانت وفيليانت لألسيست محاولين إقناعه بالرجوع عن قرار الرحيل.

## الشخصيات
أَلسيست
بطل الرواية، صريح في آرائه عن المجتمع والناس حتى فيما يخص تصرفاته الشخصية، يحب سيليمن رغم انتقاده لكثير من سلوكياتها.
سيليمن
فتاة شابة وجميلة، يخطب ودها ألسيست وأورونت وأكاست وكليتاند، وهي فتاة لعوب تحب الغزل، تهتم جدا بالمظاهر الاجتماعية وتحب النميمة والتحدث عن عيوب معارفها وراء ظهورهم.
فيليانت
صديق ألسيست المهذب، الذي يهتم به وينصحه بإخفاء آرائه الصريحة في مواقف معينة رغم اقتناعه بها؛ وذلك احتراما لعادات المجتمع الذي يعيشون فيه، وهو محب لإليانت ابنة عم سيليمن.
أكاست
شاب وماركيز مغرور، يعتقد أنه الأحق بحب سيليمن.
أورونت
رجل يظهر الثقة والوقار ويحب سيليمن، ظهر ضعف شخصيته وثقته المهزوزة بنفسه عندما انتقد ألسيست شعره ولم يستطع التعامل معه.
أرسينوي
امرأة تظهر  دماثة الأخلاق وأكبر سنا من سيليمن، تحب ألسيست وتشعر بالغيرة من انجذابه تجاه سيليمن.
إليانت
ابنة عم سيليمن، فتاة متوازنة وهادئة، تملك القدرة على التعبير الفردي وتماشي المجتمع أيضا بشكل معتدل، كانت تميل إلى ألسيست قبل اعتراف فيليانت لها بحبه .
كليتاندر
ماركيز آخر يحب سيليمن، ويحب المشاركة في جلسات النميمة.
باسك
خادم سيليمن المخلص.
دو بوا
خادم ألسيست المتخبط.
الحارس
رسول المارشال إلى ألسيست للحضور إليه لمناقشة انتقاداته لشعر أورونت.

## وصلات خارجية
- عدو البشر (النص الكامل باللغة الإنجليزية)